# FC Dolní Benešov
Football Club Dolní Benešov w skrócie FC Dolní Benešov – czeski klub piłkarski, grający w czwartej lidze czeskiej, mający siedzibę w mieście Dolní Benešov.

## Historia
Klub został założony w 1926 roku. W latach 1990–1993 grał w trzeciej lidze czechosłowackiej. Po rozpadzie Czechosłowacji grał w Moravskoslezskej fotbalovej ligi, z której spadł w 2008 roku. W sezonie 2017/2018 ponownie awansował do Moravskoslezskej fotbalovej ligi.

## Historyczne nazwy
- 1926 – SK Dolní Benešov (Sportovní klub Dolní Benešov)
- 1933 – SK JHB Dolní Benešov (Sportovní klub Josef Holuscha Benešov Dolní Benešov)
- 1945 – SK Dolní Benešov (Sportovní klub Dolní Benešov)
- 1949 – ZSJ MSA Dolní Benešov (Závodní sokolská jednota Moravsko-Slezská armaturka Dolní Benešov)
- 1953 – DSO Spartak Dolní Benešov(Dobrovolná sportovní organisace Spartak Dolní Benešov)
- 1957 – TJ Spartak Dolní Benešov (Tělovýchovná jednota Spartak Dolní Benešov)
- 1974 – TJ MSA Dolní Benešov(Tělovýchovná jednota Moravsko-Slezská armaturka Dolní Benešov)
- 1979 – TJ Sigma Dolní Benešov (Tělovýchovná jednota Sigma Dolní Benešov)
- 1992 – FC MSA Dolní Benešov (Football Club Moravsko-Slezská armaturka Dolní Benešov)
- 2014 – FC Dolní Benešov (Football Club Dolní Benešov)

## Stadion
Domowe mecze klub rozgrywa na stadionie o nazwie Stadion FC Dolní Benešov, położonym w mieście Dolní Benešov. Stadion może pomieścić 5000 widzów.